# Maarten van Norden

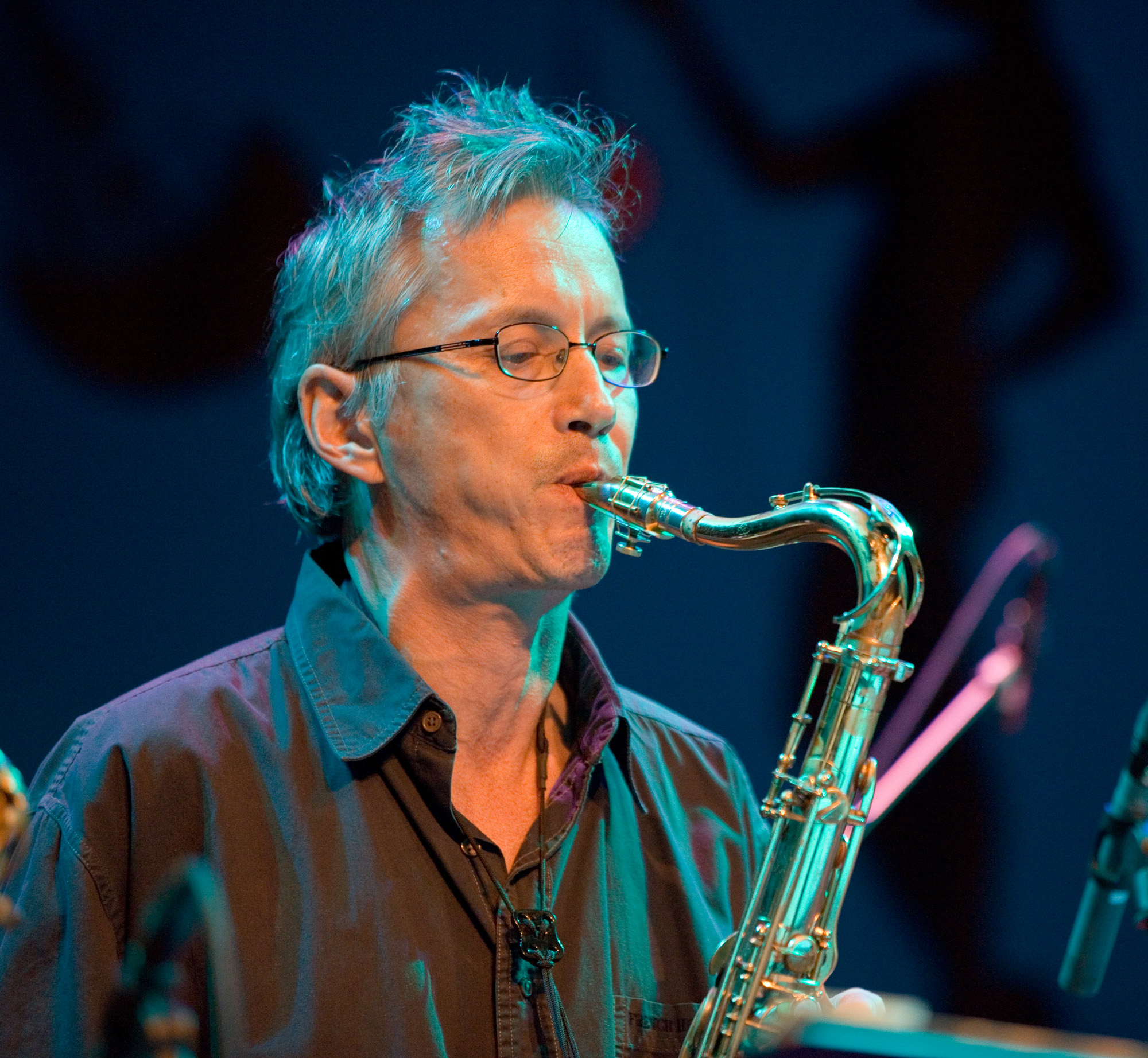
Maarten van Norden

Maarten Hans (Maarten) van Norden (Amsterdam, 1 november 1955 – aldaar, 5 september 2024) was een Nederlands jazzmusicus (tenorsaxofoon, klarinet) en componist.
Van Norden werd geboren als zoon van de Parool-journalist Wim van Norden en de uit Nederlands-Indië afkomstige Chinese psychoanalytica Constantine Victorine Tan. Hij is een kleinzoon van de beeldend kunstenaar Willem Hendrik van Norden.
Hij studeerde klassiek klarinet bij Jan Koene en jazzsaxofoon bij Harvey Weinapple, alsmede compositie bij Louis Andriessen aan het Koninklijk Conservatorium Den Haag.

Hij begon zijn muzikale carrière in het midden van de jaren zeventig in het Willem Breuker Kollektief. Hij was hiervan tot op het laatst lid en speelt op de albums mee. Daarnaast speelde Van Norden in Orkest De Volharding, de Contraband van Willem van Manen en zijn eigen jazzrockband Future Shock.
Door de uitvoering van zijn compositie Cookie Girl door Orkest de Volharding op het Bang on a Can Festival in New York in 1990 kwam hij in contact met jonge Amerikaanse componisten. Dat leidde tot een postdoctorale opleiding aan de Yale-universiteit, waar hij in 1996 bij Jacob Druckman en Allen Forte zijn Master of Music haalde. In 2003 studeerde Van Norden aan het Sweelinck Conservatorium af in Contemporary Music through Non-Western Techniques. Als componist schreef hij voor het Radio Filharmonisch Orkest en het Radio Kamer Orkest (VARA-Matinee) alsook voor het Nederlands Blazers Ensemble, het Koor Nieuwe Muziek, het Metropole Orkest, de Slagwerkgroep Den Haag en het Aurelia Saxofoonkwartet.
Zijn werken zijn uitgevoerd in het Concertgebouw en ook op festivals zoals het Crossing Border Festival in Toronto, het Huddersfield New Music Festival, het Warschau Herfst Festival, het North Sea Jazz Festival en de Nederlandse Muziekdagen (1998, 2001, 2005, 2006).
Van Norden schreef ook filmmuziek (Mene Tekel (1997), van Pieter Fleury) en was docent aan het Conservatorium van Utrecht.
Maarten van Norden overleed op 5 september 2024.

## Discografie
- Future Shock: It's Great (BVHaast)
- Future Shock: Electric Night (Timeless 305)
- Future Shock: Handclaps (Timeless 374)
- Songs to Make the Dust Dance (Attaca, 2008; met Osiris Trio, Matangi String Quartet & Insomnio Ensemble)